# TI-84 Plus
La TI-84 Plus est une calculatrice graphique programmable commercialisée par Texas Instruments. Il s'agit d'une évolution de la  TI-83 Plus (elle contient environ 3 fois plus de mémoire), elle-même une évolution de la TI-83. Elle possède une mémoire de 504 Kio et un écran de 94 × 62 pixels.
C'est la calculatrice la plus bas-de-gamme possédant un port USB, mais elle possède également un port série (prise jack 2,5 mm) comme les autres calculatrices TI.
Elle existe en version évoluée : c'est la TI-84 Plus Silver Edition, qui contient 1,52 Mo de mémoire flash supplémentaire, ainsi que des façades interchangeables disponibles sur le site officiel de Texas Instruments.
En 2011, est lancée une version miniaturisée de la TI-84 Plus : la TI-84 Pocket, de la même taille qu'une TI-30XB Multiview. C'est ce modèle qui est désormais commercialisé en France.
En 2012, est lancée sur le marché asiatique, une version miniaturisée cette fois de la TI-84 Plus Silver Edition : la TI-84 Plus Pocket Silver Edition, de la même taille de que la TI-84 Pocket.fr mais disposant d'autant de mémoire que son aînée la TI-84+ Silver Edition.

## Aspect Logiciel

### Fonctionnalités de base
La TI-84 Plus est fournie de base avec un ensemble d'applications (en mémoire Flash) : Cabri Jr., Conic Graphing, Inequality Graphing, Language Localization, LearningCheck, LogIn, Probability Simulation, Science Tools, StudyCards, TI CBL/CBR, TImeSpan, Topics in Algebra 1, Transformation Graphing, et Vernier EasyData. Sur les modèles destinés à un marché non-anglophone, on trouve aussi des applications permettant de changer la langue de l'OS.

### Modifications (officielles, communautaires)
La TI-84+ a subi une modification importante depuis la sortie de l'OS 2.53, dans lequel TI a ajouté une nouvelle fonctionnalité, le MathPrint, qui permet à l'utilisateur d'entrer ses calculs (comme les racines carrées, les fractions et autres) de manière plus graphique, en "écriture naturelle". On trouve par exemple la présence de vraies fractions. La sortie des deux OS (2.53 puis 2.55 plus tard) a cependant mécontenté nombre de programmeurs, à cause de bugs engendrés au niveau de la programmation assembleur. Il y a par ailleurs quelques bugs au niveau de l'OS même, souvent relatifs à l'affichage. Bien que le MathPrint soit un mode d'affichage préféré pour certains, la vitesse d'affichage des résultats etc. est diminuée par rapport au mode "normal", comme il est possible de le voir pendant un défilement vertical de l'écran pour passer d'une ligne à une autre.

Les modifications logicielles communautaires sont effectuées grâce à des programmes écrits en ASM, et généralement qui améliorent certaines fonctions de l'OS et/ou en rajoutent. On peut notamment citer Symbolic, Omnicalc, NoShell etc.

## Caractéristiques techniques matérielles
Processeur
Zilog Z80 à 15 MHz, avec un mode de compatibilité 6 MHz.
Compris dans l'ASIC
ROM FlashCapacité : 1 Mo dont 480 Ko accessible à l'utilisateur officiellement.:Capacité (Silver Edition) : 2,5 Mo dont 1,5 Mo accessible à l'utilisateur officiellement.
Mémoire externe en USB avec des programmes tierce-partie.
Mémoire viveCapacité : 128 Ko (ou 48Ko selon le modèle) dont 24 Ko à l'utilisateur officiellement.
Écran
Type : LCD.
Capacité en texte : 16×8 caractères
Capacité en pixels : 96×64 pxs, monochrome (le niveau-de-gris simulé logiciellement est possible)
I/O
Port Link (Jack 2,5 mm) à 9.6 kb/s
Clavier à 50 touches total.
mini-USB (vers ordinateur ou calculatrice compatible)
Énergie
4 piles AAA, et 1 SR44SW (35 mA) ou 303 (pile à oxyde d'argent) pour la sauvegarde.

## Programmation
Sur la TI-84+, qui fait partie de la série des z80 à mémoire flash, il y a un langage officiel, le Basic z80 (aussi appelé Ti-Basic z80). Il est considéré  comme l'un des meilleurs langages de programmation sur calculatrice TI. Même si la puissance du processeur impose une vitesse relativement lente,  il est possible d'utiliser la quasi-totalité des fonctionnalités mathématiques,  graphiques et textuelles de la calculatrice,  ce qui en fait un langage puissant. Il est par exemple possible d'utiliser les deux écrans disponibles (l'écran d'accueil et l'écran graphique).  En plus, ce langage est très facile à apprendre et à comprendre et permet de réaliser beaucoup de choses. 
Exemple simple:
```
:
ClrHome

:
For
(
A
,
10
,
1
,
-
1
)

:
Output
(
A
,
1
,
A
)

:
End

:
ClrHome

:
Disp
 
"hello world"

```

Exemple plus complexe:
```
:
ClrDraw

:
94
->
Xmax:62
->
Ymax

:
0
->
Xmin:
 
0
->
Ymin

:
Full

:
For
(
A
,
 
3
,
30
,
1

:
Circle
(
A
+
5
,
 
34
,
 
abs
(
A
-
5
),
 
{
i

:
Line
(
36
,
 
3
,
 
A
,
 
A
+
12

:
End

:
Text
(
-
1
,
 
10
,
 
10
,
 
"Hello World"

```

On peut aussi programmer en ASM (Assembleur z80), langage officiellement supporté, des outils de développement (SDK 83+ par exemple) étant publiquement disponibles. Ce langage (sensiblement plus difficile/complexe que le TI-Basic intégré, interprété) étant de très bas-niveau, les possibilités de programmation ne sont restreintes que par la puissance du processeur. Il existe des applications directement sur la calculatrice permettant de programmer en assembleur, par exemple mimas.
```
:
#define bcall(----) rst 28h \ .dw ----

:
_clrlcdfull
 
.equ
 
$4540

:
_puts
 
.equ
 
$450A

:
currow
 
.equ
 
$844B

:
.org
 
$9D93

:
.db
 
$BB
,
$6D

:
bcall
(
_clrlcdfull
)

:
ld
 
de
,
$0103

:
ld
 
(
currow
),
de

:
ld
 
hl
,
texte

:
bcall
(
_puts
)
    

:
ret

:
texte:

:
.db
 
"HELLO, WORLD! "
,
0

:
.end

```

Il existe d'autres langages disponibles sur ce modèle qui ne sont pas officiels, on peut retenir l'Axe Parser, sorti en 2010, langage qui a aussi besoin d'un compilateur, mais qui cette fois est on-calc. À l'instar de l'assembleur, l'Axe permet bien plus (autant en fonctionnalités que performances) que le TI-Basic intégré, mais reste cependant un peu plus compliqué que le TI-Basic (mais moins que l'assembleur) pour les débutants.

Il existe aussi le Basic xLib, qui fait partie du Basic étendu, qui est en fait du TI-Basic étendu avec de nouvelles fonctionnalités (liés -"hook"- à du code assembleur) comme la mise en place de sprite etc. On peut citer Omnicalc qui propose aussi des hooks pour programmer en Basic étendu.

Il existe aussi le Celtic, langage qui est pratiqué par peu de programmeurs et qui est un langage éditable sur ordinateur uniquement qui permet autant de choses, peut être même plus que l'Axe mais qui est cependant compliqué.
On peut aussi citer le Grammer, nouveau langage en développement qui est très rapide, mais qui n'est pas encore aussi répandu que les autres.

## Autres informations
La 84+ étant capable d'ouvrir les fichiers créés pour la TI-83 Plus, les extensions des fichiers fonctionnant sur la calculatrice sont:
8xc/83c (TIDataEditor Complex), 8xd/83d (TI Connect Graph Database), 8xi/83i (images), 8xl/83l (listes), 8xm/83m (matrices), 8xn/83n (nombre), 8xp/83p (programme), 8xs/83s (string), 8xt/83t (table settings), 8xw/83w (fenêtre -window-), 8xy/83y (équation), 8xz/83z (UserWinZoom).

## Compatibilité avec les autres modèles
Les programmes créés sur TI-84+ peuvent également être exécutés sur une TI-83+. Cependant, certaines instructions sont propres à la TI-84+ et ne fonctionneront donc que sur la gamme 84+ (TI-84+ et TI-84+ Silver Edition). Par exemple, l'instruction dayOfWk() permettant de connaître un jour de la semaine sera incompatible avec les modèles n'appartenant pas à la gamme 84+. 

## Émulation
- Il n'existe pas d'émulateur officiel à ce jour, uniquement communautaires : les plus connus sont WabbitEmu, Tilem et Virtual TI. Notons que ce dernier n'est plus mis à jour et propose moins de fonctionnalités que les autres cités (encore soutenus).
- Les ROMs sont nécessaires au fonctionnement de l’émulateur, mais la distribution de celles-ci sur Internet étant interdite, il faut légalement extraire celle-ci de votre propre calculatrice. Si vous possédez une calculatrice TI-84+, vous pouvez le faire grâce à certains émulateurs comme WabbitEmu qui est capable d'en générer une à partir d'une unité connectée. Des outils spécifiques existent aussi séparément.

## TI-84 Plus Silver Edition
La TI-84 Plus Silver Edition est une version évoluée de la TI-84 Plus. Outre sa couleur argentée, elle possède une plus grande mémoire d'archive : 1540 Ko (1,54 Mo) au lieu de 491 Ko pour la TI-84 Plus, c'est-à-dire 64 emplacements pour applications supplémentaires. Par contre, tout comme son aînée, elle est dotée de 24 Ko de mémoire vive.
La version 2.43 de son micrologiciel a été publiée le 4 décembre 2007.